# Transformada de Cayley
Em matemática, a transformada de Cayley, em homenagem a Arthur Cayley, é um conjunto de coisas relacionadas. Como originalmente descrito por Cayley (1846), a transformada é um mapeamento entre matrizes simétricas enviesadas e matrizes ortogonais especiais. A transformação é uma homografia usada em análises reais, análises complexas e análises quaterniônicas. Na teoria dos espaços de Hilbert, a transformação de Cayley é um mapeamento entre operadores lineares.

## Homografia real
A transformada de Cayley é um automorfismo da linha projetiva real que permite os elementos de {1, 0, −1, ∞} em sequência. Por exemplo, ele mapeia os números reais positivos para o intervalo [−1, 1]. Assim, a transformada de Cayley é usada para adaptar os polinômios de Legendre para uso com funções nos números reais positivos com funções racionais de Legendre.
Como uma homografia real, os pontos são descritos com coordenadas projetivas e o mapeamento é
{\displaystyle [y,\ 1]=[{\frac {x-1}{x+1}},\ 1]\thicksim [x-1,\ x+1]=[x,\ 1]{\begin{pmatrix}1&1\\-1&1\end{pmatrix}}.}

## Homografia complexa

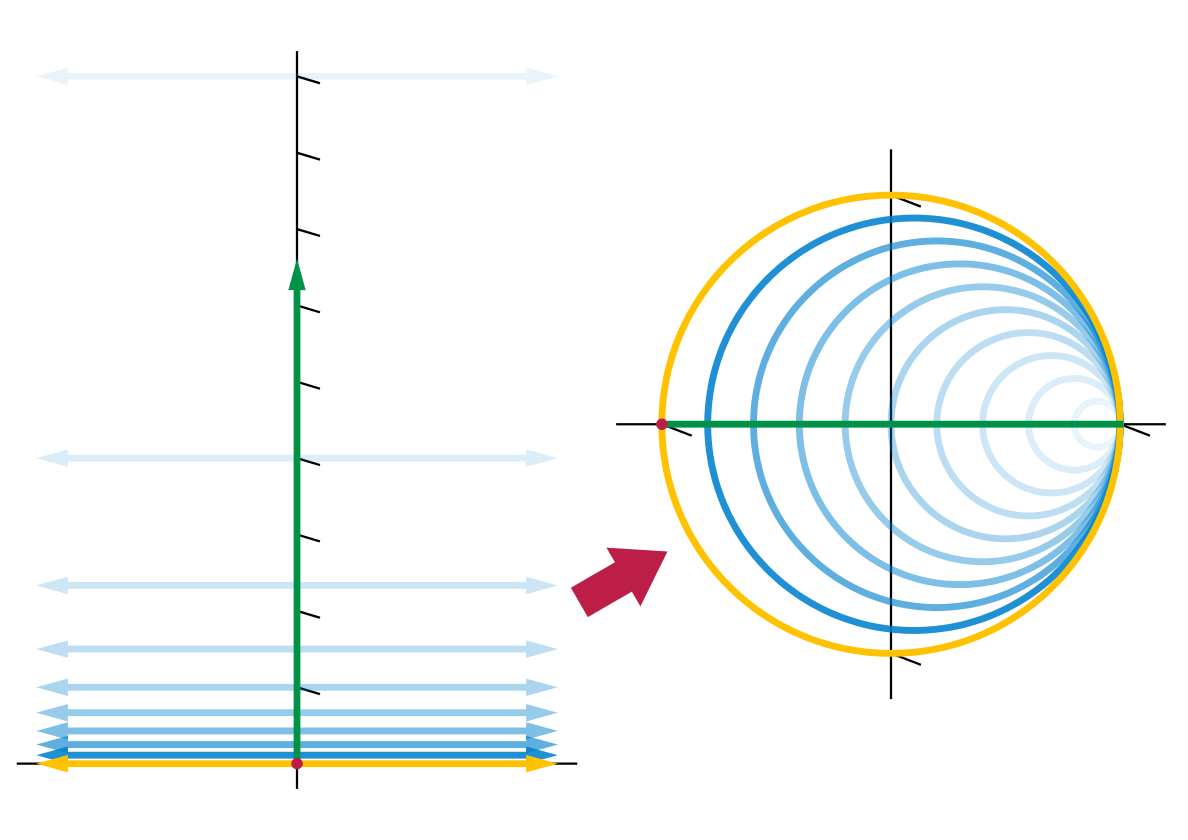
Transformada de Cayley do semi-plano complexo superior em disco unitário

No plano projetivo complexo, a transformada de Cayley é:
{\displaystyle f(z)={\frac {z-i}{z+i}}.}
Como {∞, 1, –1 } é mapeado para {1, –i, i }, e as transformações de Möbius permitem os círculos generalizados no plano complexo, f mapeia a linha real para o círculo unitário. Além disso, como f é contínuo e i é levado a 0 por f, o semiplano superior é mapeado para o disco da unidade.
Em termos de modelos de geometria hiperbólica, essa transformação de Cayley relaciona o modelo de meio plano de Poincaré ao modelo de disco de Poincaré. Na engenharia elétrica, a transformada de Cayley foi usada para mapear um semi-plano de reatância para o gráfico de Smith usado para a correspondência de impedâncias das linhas de transmissão.

## Homografia de Quaternião
No espaço quadridimensional dos quaterniões q = a + b i + c j + d k, os versores
{\displaystyle u(\theta ,r)=\cos \theta +r\sin \theta } formar a unidade de esferas 3D.
Como os quatérnions são não comutativos, os elementos de sua linha projetiva têm coordenadas homogêneas escritas U (a, b) para indicar que o fator homogêneo se multiplica à esquerda. A transformação de quaternion é
{\displaystyle f(u,q)=U[q,1]{\begin{pmatrix}1&1\\-u&u\end{pmatrix}}=U[q-u,\ q+u]\sim U[(q+u)^{-1}(q-u),\ 1].}
As homografias reais e complexas descritas acima são instâncias da homografia do quaternião em que θ é zero ou π/2, respectivamente. Evidentemente, a transformação leva u → 0 → –1 e leva –u → ∞ → 1.
Avaliar esta homografia em q = 1 mapeia o versor u em seu eixo:
{\displaystyle f(u,1)=(1+u)^{-1}(1-u)=(1+u)^{*}(1-u)/|1+u|^{2}.}
Entretanto {\displaystyle |1+u|^{2}=(1+u)(1+u^{*})=2+2\cos \theta ,\quad {\text{and}}\quad (1+u^{*})(1-u)=-2r\sin \theta .}
Por conseguinte {\displaystyle f(u,1)={\frac {-\sin \theta }{1+\cos \theta }}r=-r\tan {\frac {\theta }{2}}.}
Nesta forma, a transformada de Cayley foi descrita como uma parametrização racional da rotação: Deixet t = tan φ/2 na identidade numérica complexa
{\displaystyle e^{-i\varphi }={\frac {1-ti}{1+ti}}}
onde o lado direito é a transformação de ti e o lado esquerdo representa a rotação do plano em radianos  φ negativos.

### Inversa
Deixe {\displaystyle u^{*}=\cos \theta -r\sin \theta =u^{-1}.} Como
{\displaystyle {\begin{pmatrix}1&1\\-u&u\end{pmatrix}}\ {\begin{pmatrix}1&-u^{*}\\1&u^{*}\end{pmatrix}}\ =\ {\begin{pmatrix}2&0\\0&2\end{pmatrix}}\ \sim \ {\begin{pmatrix}1&0\\0&1\end{pmatrix}}\ ,}
onde a equivalência está no grupo linear projetivo sobre os quaterniões, o inverso de f(u, 1) é
{\displaystyle U[p,1]{\begin{pmatrix}1&-u^{*}\\1&u^{*}\end{pmatrix}}\ =\ U[p+1,\ (1-p)u^{*}]\sim U[u(1-p)^{-1}(p+1),\ 1].}
Como as homografias são bijeções, {\displaystyle f^{-1}(u,1)} mapeia os quaterniões vetoriais para a esfera tridimensional dos versores. Como os versores representam rotações em espaços tridimensionais, a homografia f −1 produz rotações da bola em ℝ3.